# 梅崎晴光
梅崎 晴光（うめざき はるみつ、1962年10月4日 - ）は、日本の競馬記者、競馬解説者。スポーツニッポンレース部専門委員。

## 人物
1962年10月4日、東京都杉並区高円寺出身。早稲田大学社会科学部卒業後、1986年にスポーツニッポン新聞社入社。入社後、1988年に競馬担当に異動。
スポーツニッポン紙上でレース予想、評論等を続ける傍ら、1990年代後半から2000年代前半にかけてテレビ東京の『土曜競馬中継』と『ウイニング競馬』に解説者として出演。自他ともに認める穴党として知られていた一方、藤沢和雄とのパイプの太さでも知られており「藤沢厩舎の馬が出走すると必ず梅崎は◎を打つ」と言われた。
琉球民謡の歌い手としての顔もあり、平良りん子に弟子入りして琉球民謡協会主催の民謡コンクールにて優秀賞を受賞。琉球民謡への傾倒をきっかけに、琉球・沖縄諸島の歴史調査に興味を持つ。本業の中央競馬取材と並行して琉球競馬の歴史探訪を始める。
5年間の取材調査の末、沖縄在来馬によるマッチレースで行われていた琉球競馬の興亡史を、一頭の馬を題材として描いたノンフィクション作品『消えた琉球競馬 幻の名馬ヒコーキを追いかけて』を2012年にボーダーインク社から刊行した。幻の琉球競馬を描いたこのノンフィクション作品が嚆矢ともなり、2013年3月3日に沖縄こどもの国にて「ンマハラセー」（琉球競馬）が第二次世界大戦以後、70年ぶりに復活した。
同書は2013年度JRA賞馬事文化賞を受賞。

## 出演番組
- 『土曜競馬中継』（テレビ東京）
- 『ウイニング競馬』（テレビ東京）

両番組ともレース予想・解説を担当。

## 著書
- 『消えた琉球競馬 幻の名馬ヒコーキを追いかけて』（ボーダーインク社 2012年）